# أفون تكنولوجيز
شركة أفون تكنولوجيز بي إل سي هي شركة بريطانية متخصصة في هندسة وتصنيع معدات حماية الجهاز التنفسي للعسكريين ورجال إنفاذ القانون ورجال الإطفاء. يقع مقرها الرئيسي في 3 كـم (1.9 ميل) جنوب ميلكشام في ويلتشير ، إنجلترا، في مشروع هامبتون بارك ويست. وهو مدرج في بورصة لندن ، وهو جزء من مؤشر فوتسي 250 .

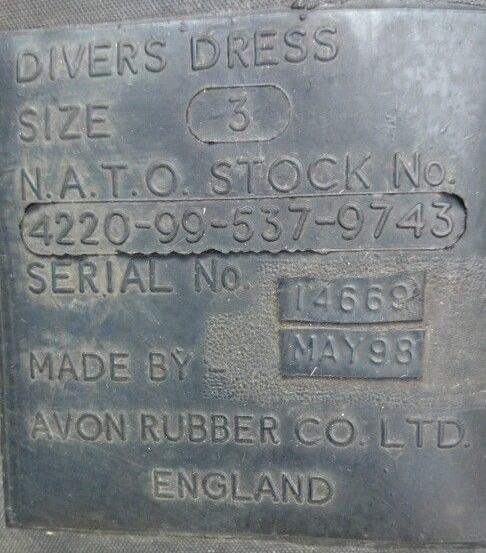
ملصق بدلة الغوص الجافة العسكرية من أفون

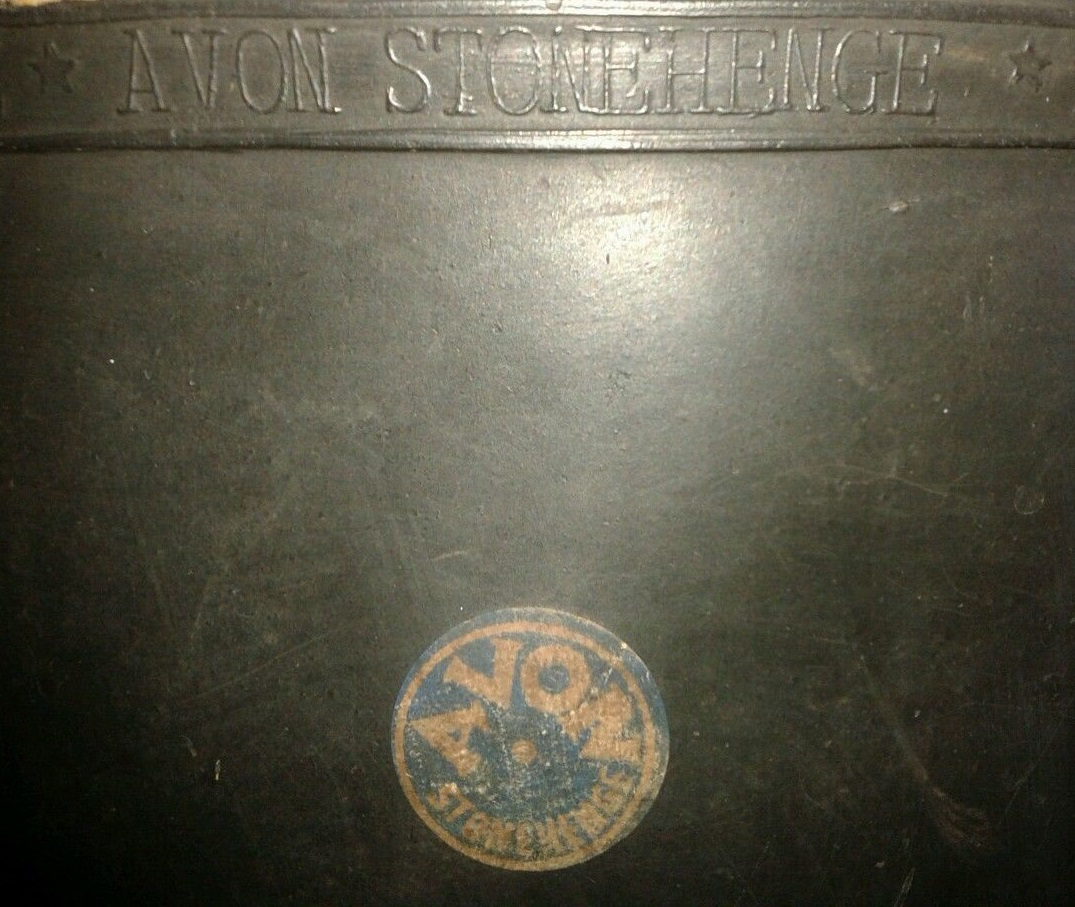
علامات حذاء أفون ويلينغتون

قناع M50 للخدمة المشتركة للأغراض العامة من إنتاج شركة أفون تكنولوجيز

## شخصيات بارزة
- كان روبرت فولر، نجل جورج بارغيتر فولر ، مديرًا إداريًا في عام 1927. [2]
- كان تشارلز فلويد (1905-1971) رئيسًا من عام 1955 إلى عام 1968.